# Felicità
(Seneca, De vita beata, cap. V)

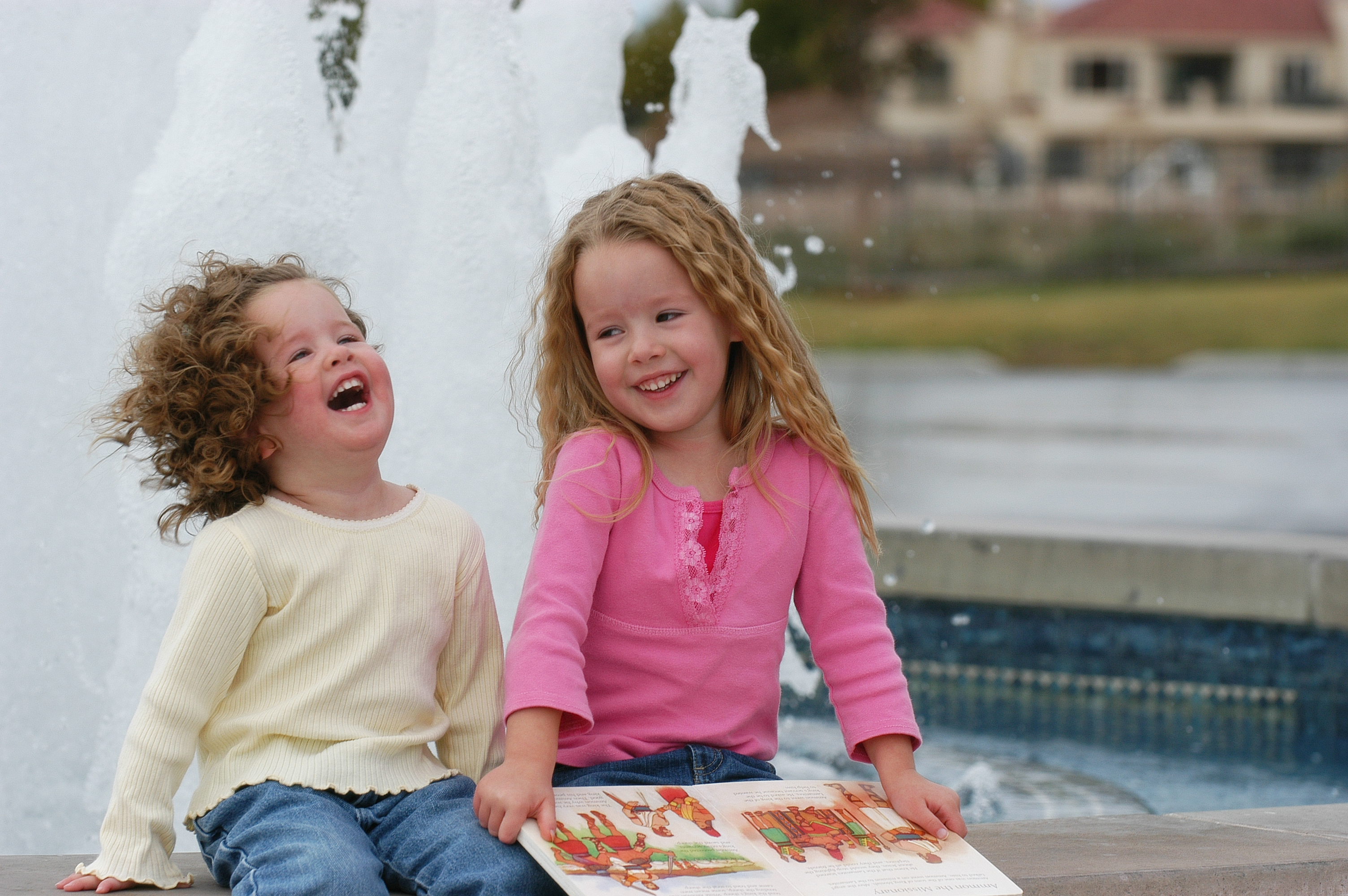
Bambine che esprimono felicità

La felicità è lo stato d'animo (sentimento) positivo di chi ritiene soddisfatti i propri desideri.
L'etimologia fa derivare felicità dal latino felicitas, deriv. felix, -icis, "felice", la cui radice "fe-" significa abbondanza, ricchezza, prosperità.
La nozione di felicità intesa come condizione (più o meno stabile) di soddisfazione totale, occupa un posto di rilievo nelle dottrine morali dell'antichità classica, tanto è vero che si usa indicarle come dottrine etiche eudemonistiche (dal greco eudaimonìa solitamente tradotto come "felicità"). Il tema della felicità è stato profondamente indagato non solo da filosofi, ma anche da economisti.
Tale concezione varia, naturalmente, col variare della visione-concezione del mondo (Weltanschauung) e della vita su di esso.

## Caratteristiche principali
Le sue caratteristiche sono variabili secondo l'entità che la prova (per esempio: serenità, appagamento, eccitazione, ottimismo, distanza da qualsiasi bisogno, ecc.). Quando la felicità è presente, associa la percezione di essere eterna al timore che essa finisca.
L'uomo fin dalla sua comparsa ricerca questo stato di benessere. La felicità è quell'insieme di emozioni e sensazioni del corpo e dell'intelletto che procurano benessere e gioia in un momento più o meno lungo della nostra vita.
Se l'uomo è felice, subentrano anche la soddisfazione e l'appagamento.

## Generalità sulla felicità

La faccina sorridente è un noto modo per esprimere uno stato di felicità.

L'uomo ha delle necessità primarie, secondarie e sovrastrutturate, di solito l'appagamento di queste necessità e il raggiungimento dell'obiettivo dettato da un bisogno procura gioia da cui deriva anche la felicità.
La felicità, studiata sotto il profilo dei bisogni (primari, secondari, ecc...), porta a valutazioni e definizioni non solo psicologiche e filosofiche diverse, ma anche materiali, e per questo motivo la felicità è stato ed è studio di ogni scienza umanistica.
Rimane chiaro che la divisione è fatta per chiarire le varie componenti dello stato della felicità della persona, ma, essendo l'uomo una unità indissolubile di psiche-corpo-spirito-mente e così via, è chiaro che si parla sempre di tutte le componenti che si influenzano tra di loro.
Se mi fa male un piede è molto più facile che io sia triste piuttosto che allegro e felice.

## Profilo biologico
La felicità appartiene alla sfera del trascendente per quanto riguarda la sua sostanza definitiva, oggetto della ricerca dell'individuo. Essa però possiede a sua volta un fondamentale caposaldo nella condizione immanente dell'io, frutto della soddisfazione di bisogni primari dovuti agli istinti e agli impulsi biologici quali ad esempio la fame, il sonno, l'appagamento sessuale. Essi possono essere considerati come parte integrante della felicità, ma non come unica costituente della stessa.
I bisogni biologici creano una condizione di attesa e di infelicità che tende a risolversi nel momento in cui si appaghi il proprio bisogno primario: l'appagamento ottiene una condizione di serenità e di tranquillità che produce felicità biologica, identificabile con il piacere, la quale influenza anche le altre componenti come la psiche e lo spirito, ciononostante l'appagamento biologico è sottoposto ad una temporaneità irrevocabile, frutto del continuo ripresentarsi di pulsioni e istinti dopo il breve periodo di compimento degli stessi. Relegare la felicità solo al piano biologico, significa dipendere unicamente dai bisogni biologici e non andare oltre, condizione questa di un susseguirsi ciclico che ritorna su se stesso.
A livello anatomico recenti studi di elettrofisiologia e immunoistochimica sviluppano il concetto introdotto da Papez sulla centralità del sistema limbico nel procurare una reazione di natura certamente chimica e elettrica (equivalenti secondo la legge di Nernst), causale di quella che viene definita percezione della psiche e degli sbalzi di umore.

## Profilo filosofico

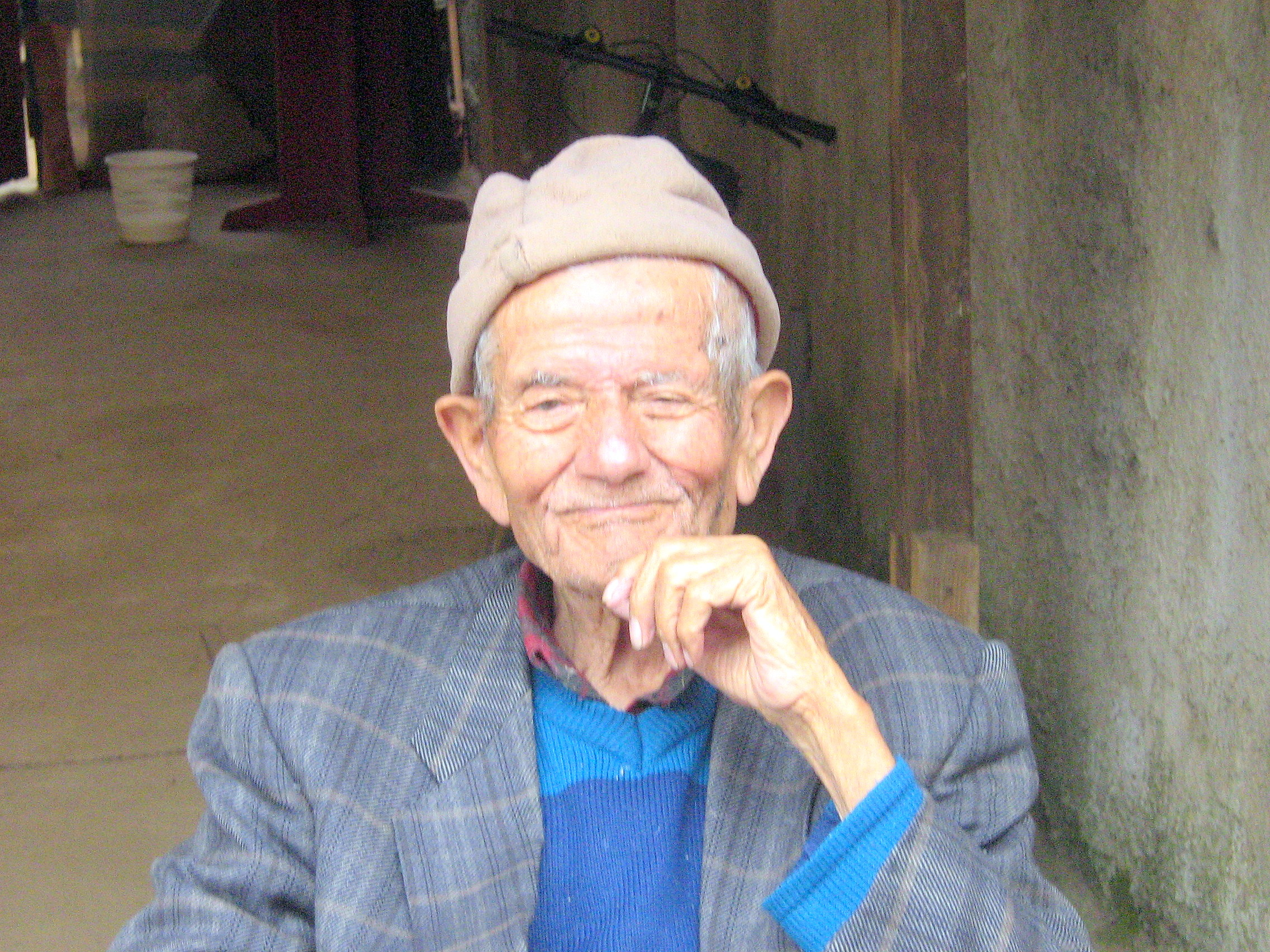
Un anziano cileno di 95 anni sorride

L'eudemonismo è la dottrina morale che, riponendo il bene nella felicità, la persegue come un fine naturale della vita umana.
Epicuro, nella Lettera a Meneceo, afferma che non c'è età per conoscere la felicità: non si è mai né vecchi né giovani per occuparsi del benessere dell'anima (e cioè di "filosofare", amare il pensiero).
Per Epicuro la filosofia e la conoscenza delle cose fanno lo stato di felicità.
Nella sua vita naturale l'uomo allontana da sé il dolore sia fisico (aponia) che psichico (atarassia) e l'assenza di queste due cause porta al raggiungimento della felicità.
Epicuro classifica i piaceri dividendoli in tre grandi categorie:
- "Naturali e necessari", come: l'amicizia, la libertà, il riparo, il cibo, l'amore, il vestirsi, le cure ecc.
- "Naturali ma non necessari" come: l'abbondanza, il lusso, case enormi oltre il necessario, cibi raffinati ed in abbondanza oltre il necessario.
- "Non naturali e non necessari", come il successo, il potere, la gloria, la fama ecc.

Soddisfare piaceri naturali e necessari è molto importante per la felicità, avere accesso a piaceri naturali ma non necessari può essere positivo se per procurarceli non ci votiamo ad un sacrificio eccessivo, mentre i piaceri non naturali e non necessari sono nella stragrande maggioranza dei casi fonte più di infelicità che di felicità. Secondo Epicuro, infatti, l'uomo dovrebbe concentrarsi sul vivere quegli aspetti della vita connessi alla sua natura e coltivare con impegno l'amicizia, elemento assolutamente positivo della nostra esistenza. La filosofia epicurea invita l'uomo a godere senza affanni di ciò che può procurarsi senza sforzo eccessivo e a vivere la vita stringendo salde e durature relazioni interpersonali.

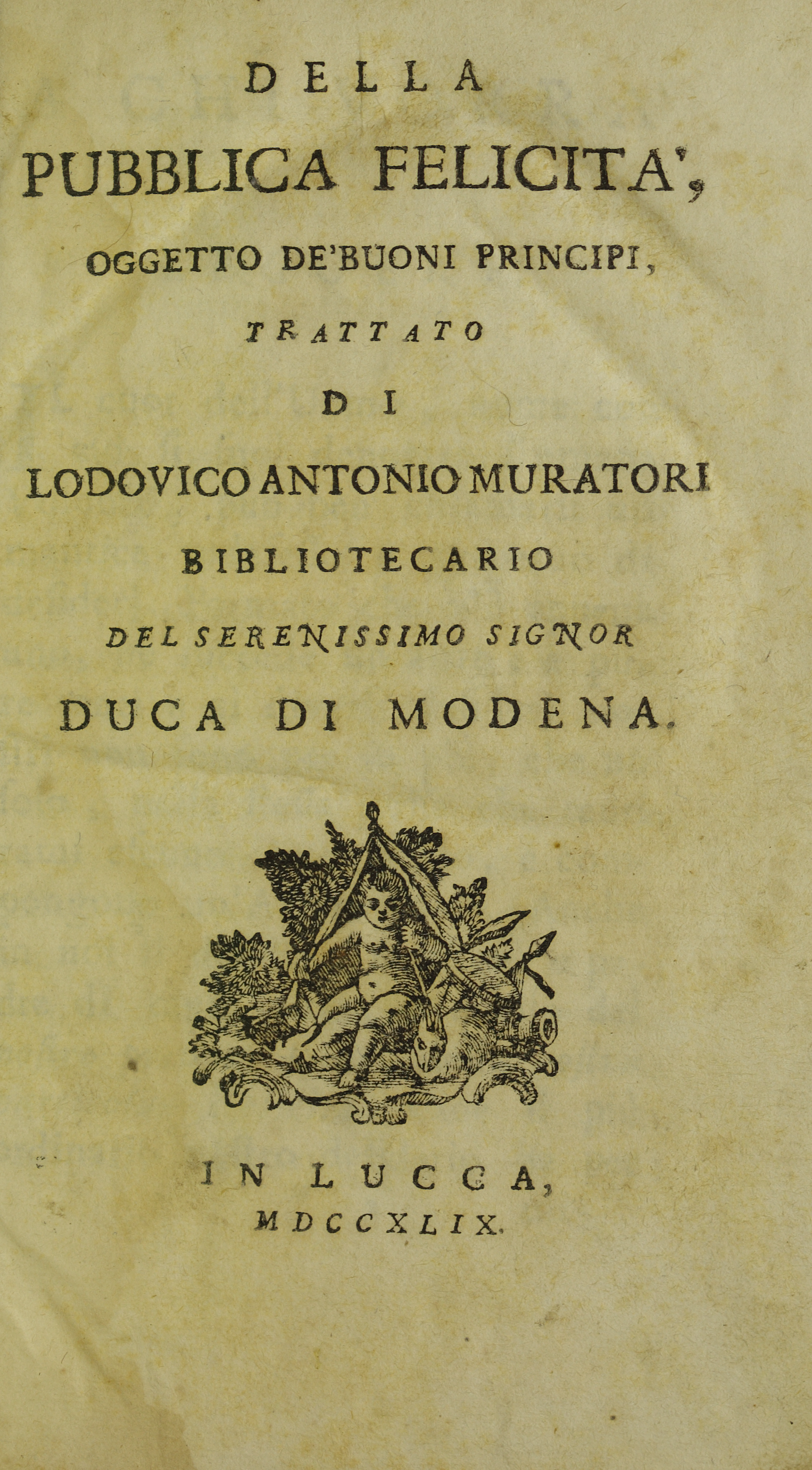
Della pubblica felicità, 1749

Ludovico Antonio Muratori scrisse Della pubblica felicità nel 1749.

## Profilo psicologico
La felicità può essere la realizzazione di un desiderio, la soddisfazione di vederlo conseguito.
Sotto il profilo psicologico, la felicità può essere la condizione conseguente la soluzione di un problema, fatto che produce appagamento e quindi gioia.
La felicità si sviluppa sia in senso intellettuale che materiale, sia fisico che psichico, sia affettivo che emozionale.
Per fare degli esempi pratici su come il valore della felicità cambi anche in virtù della cultura e del contesto ambientale, essa può essere il sorriso di un bambino o l'acquisto di una villa con piscina; un matrimonio o la conquista dell'Everest; la pace dei sensi o la vittoria ai mondiali di calcio.
(Trilussa, "Felicità", da Acqua e vino, 1927; versione in romanesco)
La felicità può essere considerata come il provare ciò che esiste di bello nella vita. Non è un'emozione oggettiva, né è casuale come un evento del destino, ma è una capacità individuale da scoprire. Come insegna la cultura popolare (ad esempio nel famoso proverbio "Meglio un uovo oggi che una gallina domani"), la felicità non è un inseguimento dei sogni futuri, ma al contrario è il cercare di godere di quello che si possiede nel presente.
Spesso i cosiddetti "falsi idoli" (ovvero i soldi, il benessere corporale, la fama, il successo, il potere) sono considerati fonte di felicità, ma secondo talune teorie questo atteggiamento crea solamente più ansia che è in contrasto con lo stato della felicità. Il raggiungimento di un falso idolo può provocare solo una gioia effimera, poiché più si conquista una cosa più ne cresce il desiderio.
Un compito importante della psicologia è trovare i tratti e le esperienze positive, che aiutano la persona ad essere più felice e integrata con gli altri esseri umani e con tutto il mondo.

## Profilo spirituale
Le persone hanno dentro di sé una necessità di elevare la propria psiche a cose trascendenti che le portino a soddisfare la loro sete di conoscenza di verità e di infinito.
Le grandi religioni a tal proposito cercano di dividere il concetto di felicità procurato dalle cose materiali, definendolo piuttosto piacere, da quello di felicità in senso spirituale, raggiungibile con categorie come la semplicità e la serenità dell'anima, oppure, come affermano alcuni studiosi di religione indiana, attraverso l'abbandono del bisogno di certezze e l'accettazione dell'incertezza come stato esistenziale.
Un esempio nella storia dei santi è quella di San Francesco, che era ricco, forse anche felice, ma era una felicità non completa; ha lasciato tutto è diventato povero ma completamente felice interiormente.
La felicità assoluta per il Cristianesimo ed anche per l'Ebraismo è la visione di Dio. Nel Vangelo in prospettiva escatologica troviamo il brano cosiddetto delle "beatitudini" nel quale Gesù elenca una serie di azioni per raggiungere lo stato di beatitudine.
[11]Beati voi quando vi insulteranno, vi perseguiteranno e, mentendo, diranno ogni sorta di male contro di voi per causa mia. [12]Rallegratevi ed esultate, perché grande è la vostra ricompensa nei cieli. Così infatti hanno perseguitato i profeti prima di voi.»
(Matteo 5, 1-12)
Sul proposito della felicità interiore, il fondatore del Buddhismo Siddhartha Gautama ha detto che "La causa della sofferenza è l'inconsapevole desiderio di piacere", e, come soluzione a questo, ha risolto che "La sofferenza è sopprimibile mediante la cessazione del desiderio e la rinuncia". Il suo ragionamento portava al rispetto e alla considerazione del Nobile Ottuplice Sentiero.

## Profilo scientifico/comportamentale
La psicologia più di tutte le altre discipline ha studiato il comportamento della psiche nello stato di felicità osservando le manifestazioni comportamentali della felicità: sentimento di maggiore libertà, fiducia in sé stessi e negli altri, nonché ottimismo nei confronti della vita.
Sono stati effettuati studi sugli effetti della felicità che analizzano la partecipazione di più parti del corpo nei complessi meccanismi biologici che si manifestano quando percepiamo sensazioni definite di "felicità".
Si è osservato che le persone felici affrontano meglio la vita e i rapporti con gli altri.
La felicità ha due componenti fondamentali, il raggiungimento del benessere del corpo ma anche il raggiungimento della serenità dell'anima.
Solo il raggiungimento di entrambi dà la felicità completa.

## Dati statistici

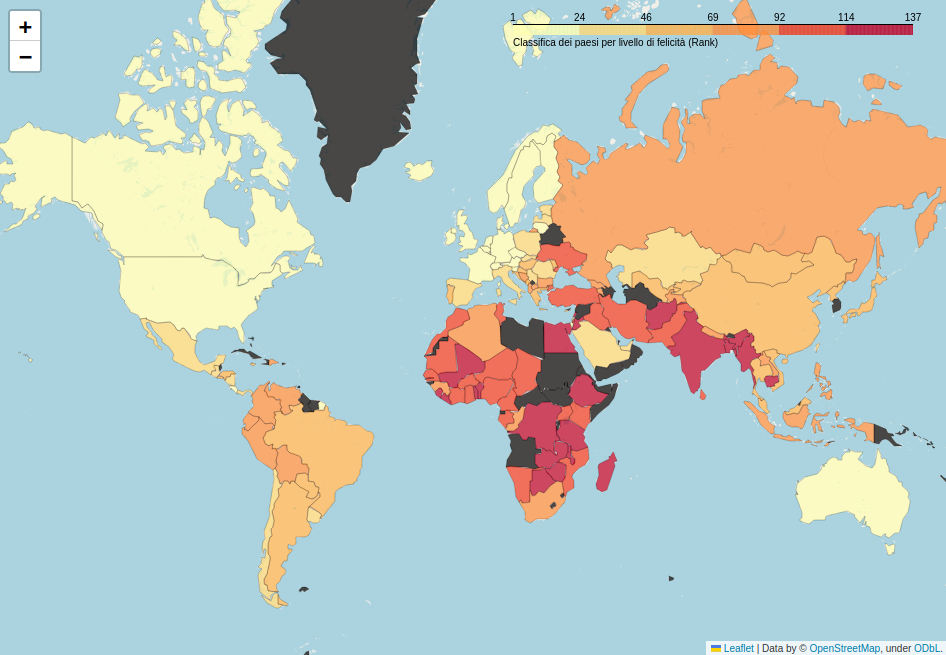
Classificazione degli stati nel 2023 per livello di felicità da 1 a 137 con dati del World Happiness Report

Il "Sustainable Development Solutions Network" pubblica ogni anno il "World Happiness Report", un report in cui vengono classificati i vari stati in base al proprio livello di felicità. Tale report è basato sul sondaggio "Gallup World Poll" in cui sono coinvolte più di 100.000 persone in 137 paesi. In pratica viene chiesto agli intervistati di valutare le proprie vite attuali su una scala da 0 a 10 e poi per ogni paese si calcola la media dei punteggi. Inoltre sono esaminati i seguenti fattori:
- PIL pro capite
- Aspettativa di vita
- Supporto sociale
- Libertà di fare scelte di vita
- Generosità
- Percezione della corruzione

In particolare, analizzando i dati del World Happiness Report del 2024, si nota che l'indice di correlazione di Pearson tra il livello di felicità di uno Stato e il supporto sociale è pari all'81,35%, per cui al crescere del supporto sociale cresce in maniera intensa il livello di felicità. Per supporto sociale si intendono 4 tipi diversi:
- Il supporto emotivo è l'offerta di empatia, preoccupazione, affetto, amore, fiducia, accettazione, intimità, incoraggiamento o cura.[10][11] È il calore e il nutrimento forniti da fonti di supporto sociale.[12]
- Il supporto tangibile è la fornitura di assistenza finanziaria, beni materiali o servizi.[13][14] Chiamato anche supporto strumentale, questa forma di supporto sociale comprende i modi concreti e diretti in cui le persone aiutano gli altri.
- Il supporto informativo è la fornitura di consigli, guida, suggerimenti o informazioni utili a qualcuno.[15] Questo tipo di informazione aiuta gli altri a risolvere i problemi.
- Il supporto di compagnia è il tipo di supporto che dà un senso di appartenenza sociale. Può essere inteso come la presenza di compagni per impegnarsi in attività sociali condivise.[16]

Analogamente l'indice di correlazione di Pearson tra livello di felicità e PIL pro capite, aspettativa di vita in salute, libertà di fare scelte di vita è rispettivamente 76,85%, 75,96%, 64,44%, quindi si tratta di correlazioni positive molto forti.

## Studi scientifici sulla felicità

### Denaro
- Attraverso il sondaggio “World Value Survey II” fatto a persone di 40 nazioni del mondo si è visto che c’è una correlazione positiva tra reddito familiare e soddisfazione della vita e tra reddito familiare e soddisfazione finanziaria, cioè al crescere di una variabile cresce anche l’altra. Ma in media tale correlazione, misurata attraverso l'indice di Pearson R, è pari a circa il 10%, quindi si tratta di una correlazione molto debole. Si nota però che nei paesi poveri al crescere del reddito familiare, crescono in maniera considerevole la soddisfazioni della vita e quella finanziaria, mentre questo non avviene nei paesi più ricchi. Da ciò si deduce che l’aumento del reddito determina un considerevole aumento della soddisfazione nella vita e finanziaria quando serve a soddisfare i bisogni primari.[17]
- Attraverso il Gallup-Healthways Well-Being Index, un sondaggio giornaliero fatto a 1000 cittadini americani dall'organizzazione Gallup, si evince che il benessere emotivo cresce lentamente al crescere del reddito con emozioni sia positive che negative ma oltre la soglia di 75.000$ si stabilizza. Invece la valutazione della propria vita cresce molto al crescere del reddito ma oltre la soglia di 120.000$ si stabilizza anch'essa. Inoltre un basso reddito si può associare sia a uno scarso benessere emotivo, sia a una scarsa valutazione della propria vita.[18]
- Attraverso un sondaggio fatto a matricole di college americani nel 1976 per un numero totale di persone pari a 23.597, riguardante eventuali atteggiamenti materialistici di queste persone, valutando per esempio se fossero interessati a nuovi oggetti di consumo e quindi se avessero un atteggiamento materialistico, si è visto che dopo 20 anni il livello di soddisfazione della vita da parte delle persone con atteggiamenti spiccatamente materialistici è notevolmente diminuito.[19]

### Amore
- Attraverso un sondaggio faccia a faccia a persone residenti in Germania di 16 anni o più si è ottenuto il seguente risultato: partendo da una certa soddisfazione della vita di base, nei successivi 2 anni di matrimonio la soddisfazione di vita cresceva per poi ritornare negli anni seguenti al livello di soddisfazione iniziale, pertanto perseguire il matrimonio con lo scopo di raggiungere la felicità a lungo termine non è un obiettivo statisticamente valido.[20]

### Corpo perfetto
- Analizzando il tasso di umore depressivo di 1979 adulti obesi o in sovrappeso sottoposti a dieta, dopo 4 anni si è visto che il tasso cresceva del 289% nelle persone che erano riuscite a perdere peso, dell'86% nelle persone che erano rimaste dello stesso peso e del 62% nelle persone che erano aumentate di peso.Quindi la riduzione di peso in persone sovrappeso o obese si può associare statisticamente alla diminuzione del rischio cardio metabolico ma non ad un migliore benessere psicologico.[21]
- Analizzando tramite sondaggio 1597 adolescenti norvegesi femmine per un periodo di 13 anni a cui venivano fatte domande sulla chirurgia estetica, malattie mentali e uso di droghe si è visto che 78 ragazze si sono sottoposte a chirurgia estetica e queste hanno avuto in seguito un incremento notevole dei sintomi depressivi, ansiogeni, problemi alimentari, uso di alcol rispetto alle ragazze non sottoposte a chirurgia estetica, quindi la chirurgia estetica non sembra alleviare i problemi di salute mentale.[22]

### Lavoro
- Mediante un campione di 577 persone adulte rispondenti ad un questionario, applicando i risultati della psicologia positiva, si è visto che i partecipanti scoprendo i propri primi 5 punti di forza sul sito www.authentichappiness.org e usando questi punti forza in nuovi e differenti modi ogni giorno riuscivano in 6 mesi a migliorare progressivamente il proprio livello di felicità e a ridurre i propri sintomi depressivi. Stessa cosa avveniva scrivendo ogni giorno 3 cose che venivano loro bene e spiegando i motivi per cui riuscivano.[23]
- Mediante un sondaggio fatto a 1095 persone rispondenti a domande sui propri punti di forza, sulla produttività e soddisfazione al lavoro, sull'impegno lavorativo si è visto che l'uso dei punti di forza sul lavoro era associato con produttività, cittadinanza attiva e soddisfazione professionale, e queste associazioni sono state accompagnate da emozioni positive più elevate e maggiore impegno. I risultati evidenziano i potenziali vantaggi nell'incoraggiare i dipendenti a utilizzare i propri punti di forza e indicano l'effetto positivo e l'impegno nel lavoro come risultato di queste cose.[24]

### Gentilezza
- Per gentilezza si intende: Fare favori e buone azioni per gli altri, aiutarli; prendersi cura di loro.175 studenti universitari giapponesi sono stati sottoposti ad un questionario dove si utilizza la Subjective Happiness Scale (JSHS) che misura 3 componenti della gentilezza (motivazione - "Penso sempre al fatto che desidero essere gentile e aiutare gli altri nella vita quotidiana?", riconoscimento - “Riconosco che compio sempre un'azione gentile e aiuto gli altri ogni giorno?”, comportamentale -"Compio gentilezze e aiuto gli altri ogni giorno?" ) e le esperienze quotidiane di felicità o infelicità. Si sono poi creati 2 gruppi: persone più felici e meno felici misurando il JSHS e si è visto che le persone più felici desiderano essere più gentili, compiono un numero maggiore di gentilezze nei confronti degli altri e sono grati per le gentilezze ricevute.[25]
- Si sono creati un gruppo di controllo di 48 studentesse universitarie e un gruppo di intervento di 71 studentesse universitarie. Al gruppo di intervento è stato chiesto di contare ogni giorno per una settimana per iscritto le gentilezze compiute. Si è visto che il JSHS nel gruppo di intervento cresceva in media di 0,44 con una deviazione standard di 0,73. In generale si è visto che col crescere del numero di gentilezze cresceva anche il JSHS cioè la propria percezione di felicità.[25]

### Connessioni sociali
- Dividendo un campione di 222 studenti universitari in 3 gruppi: infelici, molto felici e mediamente felici, si è visto che le persone molto felici hanno ricche e soddisfacenti relazioni con amici, parenti e partner e passano poco tempo da sole rispetto alla media degli altri gruppi. Tutto al contrario le persone infelici. Inoltre le psicopatologie ad eccezione dell'ipomania sono più frequenti in media nel gruppo degli infelici rispetto ai felici.[26]

### Meditazione
- 202 dipendenti di una società di servizi informatici hanno partecipato ad uno studio sulla meditazione LKM (Meditazione della gentilezza amorevole) in posizione seduta, spesso con gli occhi chiusi, con focus iniziale sul proprio respiro e poi dirigendo le proprie emozioni positive prima verso se stessi, poi verso una persona per la quale si provano sentimenti amorevoli (ad es. un figlio, un caro amico ecc.) e infine verso una cerchia sempre più ampia di persone. Per 9 settimane queste persone sono state sottoposte a sessioni giornaliere di LKM per 1 ora. I risultati sono stati netti: la LKM ha portato a un incremento di emozioni positive, tra cui amore, gioia, gratitudine, contentezza, speranza, interesse, divertimento, ad aumenti di risorse personali tra cui maggiore consapevolezza, attenzione, accettazione di sé, relazioni positive con gli altri e buona salute fisica. Inoltre queste persone sono risultate più soddisfatte della propria vita e hanno sperimentato meno sintomi depressivi.[27]

### Esercizi fisici
- 156 volontari adulti affetti da depressione maggiore sono stati suddivisi casualmente in 3 gruppi per 4 mesi: sottoposti ad esercizio fisico aerobico, in trattamento farmacologico con l'antidepressivo Zoloft, entrambe le cose. Si è visto che dopo 4 mesi in tutti e 3 i gruppi c'era un significativo miglioramento del proprio stato depressivo misurato attraverso la scala della depressione HRSD ma dopo ulteriori 6 mesi il tasso di depressione nel gruppo esercizi fisici era del 30%, nel gruppo farmacologico del 52% e nel gruppo combinato del 55%. Si deduce quindi che l'esercizio fisico si può associare ad un significativo beneficio terapeutico nei pazienti depressi.[28]

## Diritto alla felicità

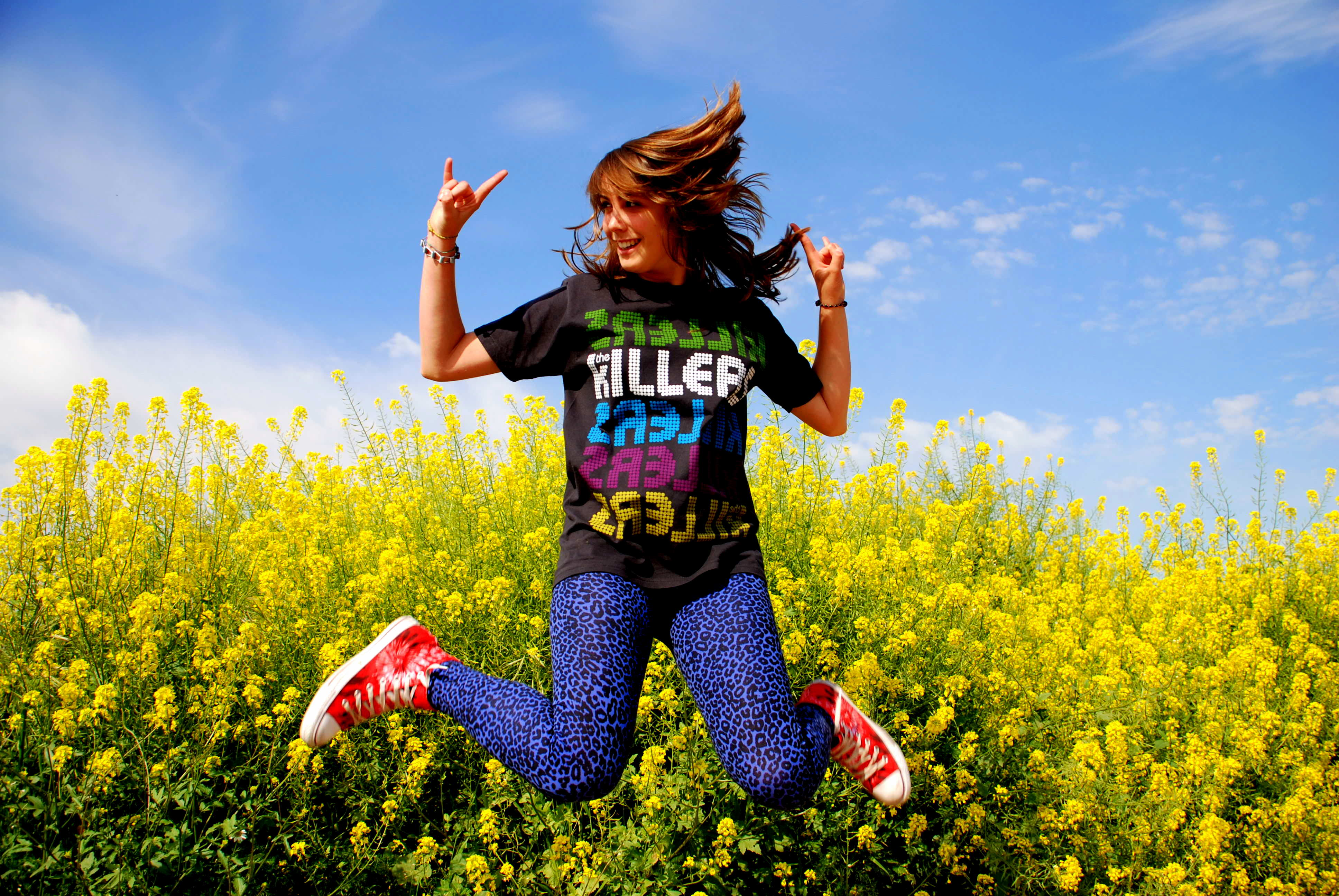
Un'adolescente felice

Il concetto di felicità è un valore esplicitamente sancito in alcune Costituzioni e nella Dichiarazione d'indipendenza degli Stati Uniti.
Nella Costituzione italiana il “pieno sviluppo della persona umana” è valore sancito dall'art. 3. La realizzazione sul piano oggettivo della persona umana, della propria essenza, vale a dire su un piano inter-soggettivo visibile e condivisibile da tutti, è intesa come identica sul piano soggettivo alla felicità del singolo (come sosteneva il filosofo Socrate).
La felicità ha dunque a che fare con la privacy, nel suo aspetto difensivo ed evolutivo, è essenziale per garantire la tutela della dignità della persona in ogni suo aspetto e dunque garantire la sua felicità.
Rispettare la vita privata significa anche permettere a ciascuno di realizzare i propri sogni, di non rinunciare alla felicità nelle forme in cui la si identifica, di decidere personalmente circa ciascun aspetto del proprio cammino. Dunque realizzare i propri sogni è sviluppare a pieno se stesso, trovando il necessario equilibrio per raggiungere la propria felicità.
Il diritto alla felicità, la privacy ed il correlato diritto all'identità personale (sancito tra i diritti inviolabili ex art. 2 Cost., sent. Corte Cost. n. 13/1994) rappresentano quindi un rovesciamento di prospettiva nei confronti di imposizioni atte a trasferire sulla persona modelli prefabbricati. Ciascun essere umano è unico e come tale irripetibile, artefice dei suoi progetti, non standardizzabile.

## Paradosso della felicità
Il Paradosso della felicità, o paradosso di Easterlin, analizza il rapporto tra felicità (o come indicato nella ricerca "soddisfazione") di ogni individuo e la sua ricchezza. Il risultato vede (e per questo diventa un paradosso) un rapporto, oltre una certa soglia tra i due valori inversamente proporzionale, cioè a maggior ricchezza la felicità si riduce.